# Юнас Едман
Юнас Едман  (швед. Jonas Edman, 4 березня 1967) — шведський стрілець, олімпійський чемпіон.

## Виступи на Олімпіадах
| Олімпіада   | Дисципліна                                     | Місце |
| ----------- | ---------------------------------------------- | ----- |
| Сідней 2000 | дрібнокаліберна гвинтівка, 50 м, три положення | =20   |
| Сідней 2000 | дрібнокаліберна гвинтівка, 50 м, лежачи        | 1     |
| Афіни 2004  | дрібнокаліберна гвинтівка, 50 м, лежачи        | =32   |

## Зовнішні посилання
- Досьє на sport.references.com [Архівовано 2 жовтня 2015 у Wayback Machine.]